# Katholische Pfarrkirche St. Aegyd am Neuwalde

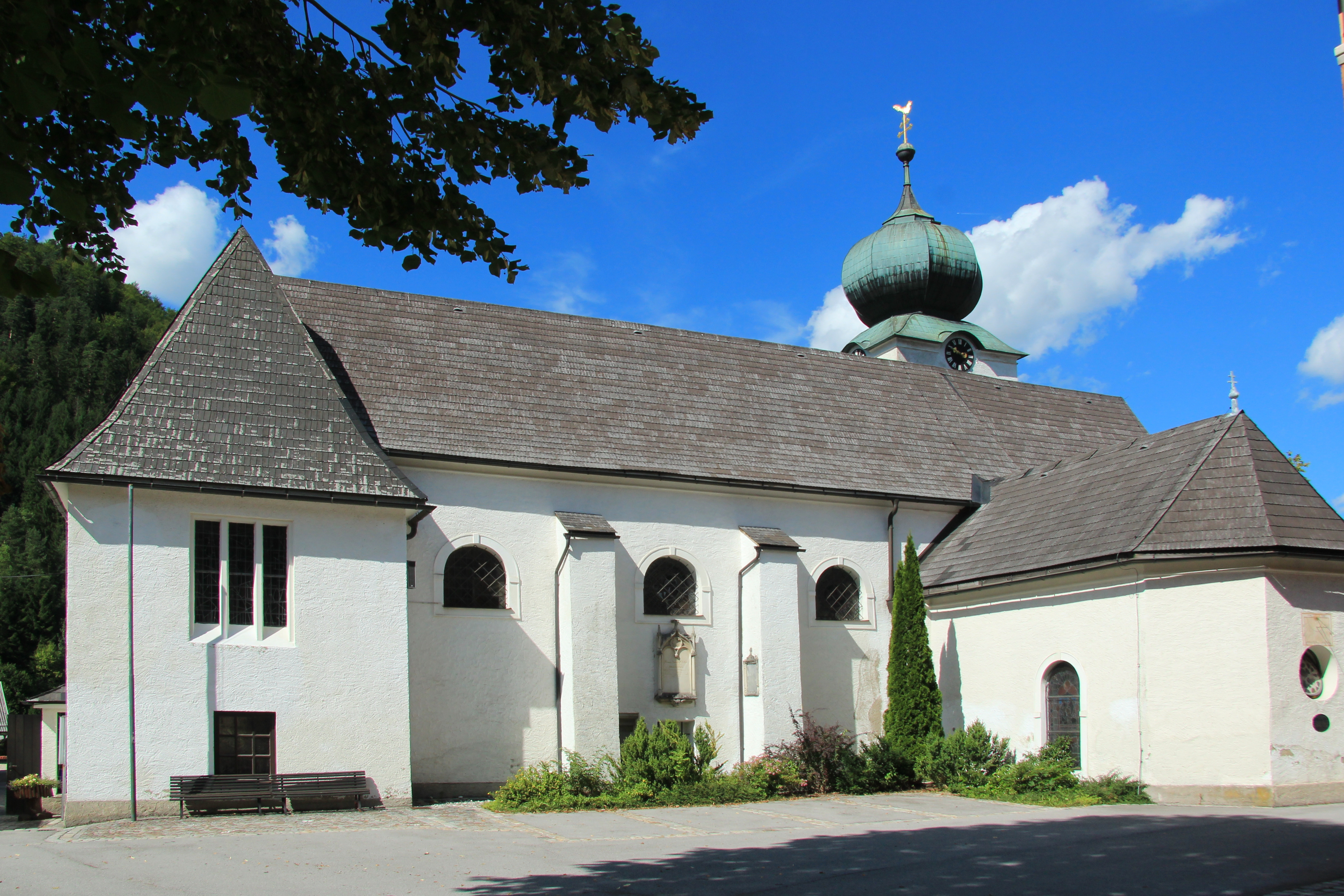
Katholische Pfarrkirche hl. Ägydius in St. Aegyd am Neuwalde

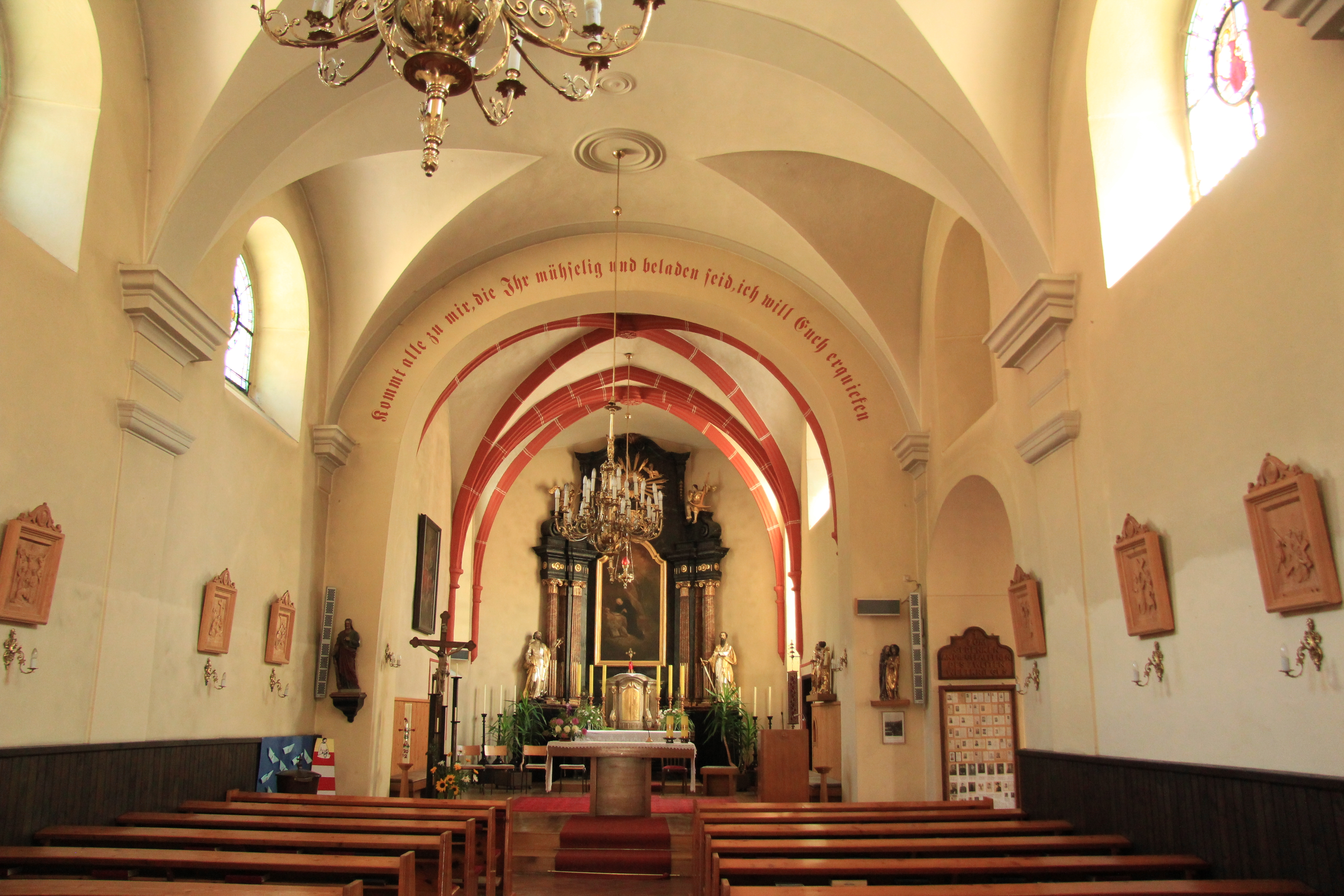
Langhaus, Blick zum Chor

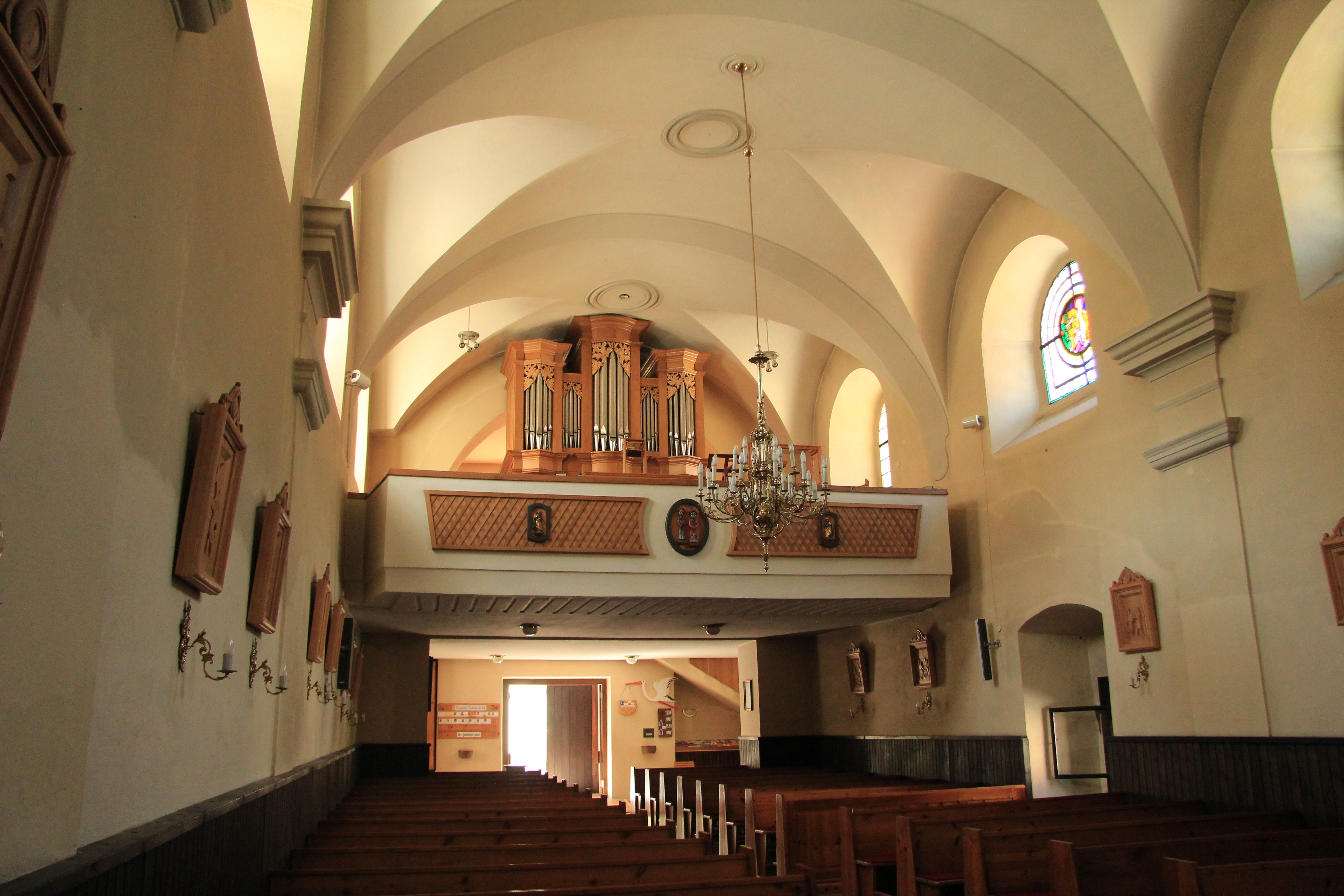
Langhaus, Blick zur Empore

Die römisch-katholische Pfarrkirche St. Aegyd am Neuwalde steht erhöht im Süden des Marktes der Marktgemeinde St. Aegyd am Neuwalde im Bezirk St. Pölten-Land in Niederösterreich. Die Kirche mit dem Patrozinium des Heiligen Ägydius gehört zum Dekanat Lilienfeld in der Diözese St. Pölten. Sie steht unter Denkmalschutz (Listeneintrag).

## Geschichte
Urkundlich wurde um 1200 eine Kirche genannt und 1271 ein Pfarrer. Um 1700 wurde die Kirche barockisiert. Von 1956 bis 1960 erfolgten kleinere Umbauten. Im Jahr 1974 wurde eine Restaurierung durchgeführt.
Die im Kern gotische und barockisierte Saalkirche mit einem Nordturm hat eine barocke Südkapelle.

## Architektur
Das Kirchenäußere zeigt ein Langhaus mit einem leicht eingezogenen Chor mit einem Fünfachtelschluss unter einem einheitlichen Dach, es gibt Strebepfeiler und barocke Rundbogenfenster, nordseitig mit einem barocken Rechteckportal und zwei vermauerten gotischen Spitzbogenfenstern, südseitig gibt es ein Fragment eines verstäbten rechteckigen Portalgewändes aus der zweiten Hälfte des 15. Jahrhunderts. Im Westen gibt es einen quer gelagerten zweigeschoßigen Zubau unter einem Walmdach mit einem Fensterband über dem Portal nach den Plänen des Architekten Rupert Schwaiger aus 1956/1960. Der ungegliederte gotische Turm nördlich am Chor hat Schlitzluken und rundbogige Schallfenster und trägt einen barocken Zwiebelhelm, im westlichen Turmwinkel steht ein niedriger gotischer Treppenturm. Am östlichen Langhausjoch steht südlich ein niedriger Kapellenbau mit einem Dreiseitschluss aus der ersten Hälfte des 18. Jahrhunderts.
Das Kircheninnere zeigt ein vierjochiges Langhaus stichkappengewölbt auf Gurtbögen auf breiten Pilastern mit übergroßen Kapitellen um 1700. Die westliche Balkonempore entstand im Zubau 1969. Der eingezogene Triumphbogen ist rundbogig. Der einjochige Chor mit einem Fünfachtelschluss hat ein Kreuzrippengewölbe auf Konsoldiensten aus der ersten Hälfte des 15. Jahrhunderts, im Polygon wurden die Rippen entfernt und die Gewölbeschale abgeflacht. Das kreuzrippengewölbte Turmerdgeschoß dient als Sakristei. Die zweijochige Südkapelle ist platzlgewölbt.
Die Glasmalerei im Langhaus ist figural aus 1924 und zeigt Lasset die Kindlein zu mir kommen, Guter Hirte und Taufe Christi. Weiters schuf Robert Herfert 1959/1960 Christus und die Ehebrecherin, Simon von Kyrene hilft Jesus das Kreuz zu tragen sowie ornamentale Glasmalerei. Im Chor zeigte die Glasmalerei die Heiligen Leonhard und Hubertus aus 1914, Christi Himmelfahrt aus 1924 und im Rundfenster im Chorschluss ornamental von Robert Herfert 1959/1960. Die Glasmalerei in der Südkapelle zeigen die Heilige Familie und den hl. Franziskus wohl aus 1864.

## Einrichtung
Der Hochaltar als barockes Doppelpilasterretabel mit einem hohen Auszug flankiert von sitzenden Engelsfiguren, er zeigt das Altarblatt hl. Ägydius von Johann Schmidt 1785 flankiert von den Statuen der Heiligen Peter und Paul und im Auszug das Rundbild Mariä Krönung im Strahlenkranz mit Putten. Der sarkophagförmige Altartisch aus dem 18. Jahrhundert trägt ein klassizistisches Tabernakel um 1800.
Auf dem Altar der Seitenkapelle steht die Figur Madonna vom Bildhauer Colleselli 1943 und hl. Josef um 1960.
Eine Patene mit einem Wappen der Familie Jörger von Tollet aus der zweiten Hälfte des 16. Jahrhunderts befindet sich in Verwahrung.
Die Orgel baute Friedrich Heftner 1992. Eine Glocke nennt Ferdinand Drackh 1726.

## Grabdenkmäler
Außen
- Es gibt Grabplatten, mit einer Rahmung zu Anna Fischer 1821 und eine gusseiserne Tafel zur Familie Fischer 1825.